# Campionato italiano di calcio a 5 1987-1988
Il quinto campionato italiano di calcio a 5 si svolse durante la stagione 1987/1988 e dopo una fase interregionale si svolse una fase finale (poule scudetto) in sede unica a Merano  dal 18 luglio al 23 luglio 1988.
La stagione è segnata dal ritorno prepotente della capitale Roma come protagonista del torneo: alla prima di una lunga serie di vittorie per la Roma RCB si aggiunge il primo affacciarsi di una delle compagini storiche del calcio a 5 italiano, ovvero la Brillante Calcio a 5, che si ferma alle semifinali. Ma la stagione rappresenta anche la prima occasione per vedere all'opera in finale una compagine non laziale: l'impresa riesce al Millefonti Torino che viene però sconfitto seccamente per 4-1. I campioni in carica del Marino Calcetto invece abdicano senza andare oltre il terzo posto nel proprio girone di qualificazione

## Girone A
| Pos. | Squadra           | Pt |
| ---- | ----------------- | -- |
| 1.   | Roma RCB          | 6  |
| 2.   | Millefonti Torino | 4  |
| 3.   | Marino Calcetto   | 2  |
| 4.   | Antonella Bari    | 0  |

- Roma RCB - Millefonti Torino 6-5
- Marino Calcetto - Antonella Bari 2-1
- Roma RCB - Antonella Bari 3-0
- Millefonti Torino - Marino Calcetto 6-5
- Roma RCB - Marino Calcetto 5-2
- Millefonti Torino - Antonella Bari 4-2

## Girone B
| Pos. | Squadra                     | Pt |
| ---- | --------------------------- | -- |
| 1.   | Brillante Forma Center Roma | 5  |
| 2.   | Libertas Corbino Augusta    | 4  |
| 3.   | Torino                      | 2  |
| 4.   | Barbagrigia Ascoli          | 1  |

- Brillante Forma Center Roma - Barbagrigia Ascoli 6-5
- Libertas Corbino Augusta - Torino 4-3
- Brillante Forma Center Roma - Torino 1-1
- Libertas Corbino Augusta - Barbagrigia Ascoli 6-4
- Brillante Forma Center Roma - Libertas Corbino Augusta 3-1
- Torino - Barbagrigia Ascoli 3-3

## Semifinali
- Roma RCB - Libertas Corbino Augusta 3-2
- Millefonti Torino - Brillante Forma Center Roma 9-6 (DCR, 4-4 il punteggio DTS)

## Finali

### 3º-4º posto
Brillante Forma Center Roma - Libertas Corbino Augusta 5-1

### 1º- 2º posto
Roma RCB - Millefonti Torino 4-1